# جنگ‌های وی (مجموعه تلویزیونی)
جنگ‌های وی (انگلیسی: V Wars) یک مجموعه تلویزیونی علمی-تخیلی آمریکایی است که در سال ۲۰۱۹ بر اساس مجموعه‌ای از کتاب کمیک جاناتان مابری ساخته شده‌ است. ایان سامرهلدر، آدریان هلمز، جکی لای، نیکی رید، کایل بریتکوپف، پیتر اوتربریج، کیمبرلی سو موری و سیدنی مایر در این سریال بازی می‌کنند. این سریال در ۵ دسامبر ۲۰۱۹ از نتفلیکس پخش شد. این سریال پس از یک فصل، در مارس ۲۰۲۰، لغو شد.

## خلاصه
جنگ‌های وی داستان پزشک/دانشمند دکتر لوتر سوان و بهترین دوستش مایکل فاین را دنبال می‌کند که با بحران در حال تحول یک شیوع مرگبار روبرو می‌شوند که جامعه را به جناح‌های متضاد تقسیم می‌کند و به‌طور بالقوه به جنگ آینده بین انسان‌ها و خون‌آشام‌ها تبدیل می‌شود. شیوع این بیماری توسط یک عامل عفونی بیولوژیکی باستانی، یک پریون، ایجاد می‌شود که انسان‌ها را به خون‌آشام تبدیل می‌کند، که توسط تغییرات آب و هوایی از یخ آزاد می‌شود. در این درگیری، جناح خون‌آشام، به نام خون، توسط عناصر دولت، مانند کالیکس نیکلوس (پیتر اوتربریج) که با سناتور ضد خون اسمیت (تد آترتون) توطئه می‌کند، مخالفت می‌کند.

## بازیگران و شخصیت‌ها

### اصلی
- ایان سامرهلدر در نقش دکتر لوتر سوان
- آدریان هولمز در نقش مایکل فاین
- لورا وندروورت در نقش میلا دوبوف
- کیمبرلی-سو موری در نقش دانیکا دوبوف
- سیدنی مایر در نقش آوا اومالی
- مایکل گرییز در نقش جیمی سنت
- جکی لای در نقش کایلی وو
- کایل بریتکف در نقش دزموند «دز» سوان
- پیتر اوتربریج در نقش کالیکس نیکلوس
- کاندیس مک کلور در نقش کلر اوهاگان

### تکراری
- امانوئل کابونگو در نقش جک فیلدز
- جسیکا هارمون در نقش جس سوان
- گرگ بریک در نقش بابی
- تدی مونیهان در نقش جرگن وبر
- تد آترتون در نقش الگابولوس
- جاناتان هیگینز در نقش ژنرال آلدوس می
- سامانتا لیانا کول در نقش ترزا
- لورا د کارتر در نقش سناتور ساشا ژیرو
- بو مارتین در نقش کارآگاه الیسه چمبرز
- نیکی رید در نقش ریچل سوان